# Stefano Scolari
Stefano Mozzi Scolari (* um 1612 in Calvisano bei Brescia; † zwischen 2. und 7. Juni 1691 in Venedig) war ein von 1644 bis 1687 tätiger Herausgeber und Drucker, dessen Werkstatt bei San Zulian all insegna delle tre Virtù stand, unweit des Markusplatzes. Er signierte oftmals als „Steffano“. Sein eigentlicher Name war „Stefano Mozzo detto Scolari“, er wurde also nur „Scolari“ genannt.

## Leben

### Familie, Wohnstatt
Scolari war einer der beiden Söhne des Domenico Mozzi und der Isabeta, geborene Michel Scolari, die aus Bologna stammte. Sein Bruder „Iseppo“ (Giuseppe, † 1739) blieb wohl in seiner Geburtsstadt Calvisano. Er wiederum hatte vier Töchter und eine nicht überlieferte Zahl von Söhnen, was Stefano 1667 dazu veranlasste, für seinen verarmten und von der Kinderzahl überforderten Bruder zu sorgen und ihm Grundstücke bei Calvisano zu überlassen. Seine Nichten und Neffen unterstützte er mit Geldzuwendungen. Im Testament, das Stefano Scolari 1691, kurz vor seinem Tod aufsetzte, werden noch drei Nichten und sechs Neffen namentlich aufgeführt.
Stefano verbrachte sein Leben ganz überwiegend in der Gemeinde San Zulian, an den Mercerie, den Verbindungsgassen zwischen der Rialtobrücke und dem Markusplatz. Dort befanden sich die meisten der zahlreichen Druckereien Venedigs, zu einer Zeit, als die Stadt die Hochburg der Druckkunst und des Buchhandels war. Möglicherweise führte er seine Werkstatt bereits 1642, denn in einer Zusammenstellung der Nobili, Cittadini und Artefici erscheint bereits in diesem Jahr ein „Stefano intagiador“, also ein Kupferstecher. Diese erfasst in seinem Haus zudem einen erwachsenen Mann, also jemanden, der zwischen 18 und 50 Jahre alt war, dann einen ‚Alten‘ von mehr als 50 Jahren, zwei Frauen von über 18 Jahren, sowie drei Minderjährige. Möglicherweise lebten in seinem Haus weitere Personen, bedingt durch die verbreitete Untervermietung.

### Mitgliedschaften und Hauptbetätigungsfelder
Scolari war einer der ersten unter denjenigen, die sich vollständig auf illustrierte Drucke spezialisierten, also keine Texte veröffentlichten, und die zudem keinerlei Handel mit Büchern betrieben. Einzige Ausnahme ist: Dichiaratione del Raccordo per beneficio delle lagune di Venetia dato da me Steffano Mozzi Scolari bresciano in conformità del dissegno presentato al Magistrato eccellentissimo dell’Acque il di 8. luglio 1677. nel qual si dimostrano le operationi da farsi per servitio della medesima, das 1677 erschien. Offenbar interessierte ihn das darin behandelte Sujet, die Lagune von Venedig, persönlich, so dass eine aquarellierte Karte auf vier Blättern entstand. Sie war auf den 8. Juli 1677 datiert. Scolari hatte sie selbst geschaffen, um sie der zuständigen Wasserbehörde, den Savi esecutori alle acque vorzulegen. Darin fand sich neben dem jüngsten Schnitt für den Brenta auch der Canal de l’Oselino in Mestre. Die Debatte um dieses Meisterwerk ist überliefert.
Da er ansonsten von der obengenannten Regel nie abwich, war er auch nie Mitglied in der Arte degli Stampatori e librai, der Zunft der Drucker und Buchhändler. Seine drei Hauptfelder waren die Reproduktion bereits veröffentlichter Kupferplatten, vor allem solche geographischen Inhalts. Dann arbeitete er mit Giacomo Piccini und Giovanni Merlo als Herausgeber und Drucker von Bildern zusammen, die er selbst in Auftrag gegeben hatte. Schließlich publizierte er von ihm selbst geschaffene Werke. Dabei edierte er Karten und Bilder des zeitgenössischen städtischen Lebens und von entsprechenden Ereignissen.
Zwischen 1660 und 1683 gehörte er der Gilde dei Pittori an (seit wann genau ist nicht überliefert), er findet sich dort als einer der „miniadori“. Er wurde zwar mehrfach für Ämter per Votum vorausgewählt („ballottato“), jedoch nur einmal gewählt. Am 14. November 1683 nämlich sollte er Gastalde der Zunft werden. Doch zog er es nach einem Monat vor, zurückzutreten und das für derlei Fälle vorgesehene Bußgeld von fünf Dukaten zu entrichten. Er nahm aber auch regelmäßig an den Sitzungen, den Capitoli der Scuola del Santissimo Sacramento bei San Zulian teil, und zwar über mehr als drei Jahrzehnte, nämlich zwischen dem 25. August 1660 und dem 26. April 1691. Mit Francesco Busetto und Giacomo Zini erstellte er ein Inventar des bedeutenden Buchgeschäfts von Giovanni Battista Scalvinoni.

### Testamente von 1668, 1672 und 1691
Eine wichtige Quelle zu Scolaris Leben stellen die drei Testamente dar, die er hinterließ. Sie erweisen, dass sein Geschäft florierte, und dass sein Neffe Stefano als Händler tätig war, der sich auf Stiche spezialisiert hatte. Sein erstes Testament stammt aus dem Jahr 1668; es entstand, als er bei einem Besuch in Brescia schwer erkrankte. Neben der erwähnten Hilfe für die Familie seines Bruders setzte er seine Frau Laura Bittelli als Erbin ein. Doch von der Druckerei sollte sie nur den Nutznieß haben, übernehmen sollte sie Daniel Baselli. Laut Testament von 1668 hatten allein die Kupfer- und die Druckplatten einen Wert von über 6000 Dukaten, im Testament von 1672 immer noch von 4200 Dukaten. Hinzu kamen 1600 bzw. 3200 weitere Dukaten, die investiert waren. Immobilienbesitz wurde in keinem der beiden Testamente verzeichnet.
Bereits bettlägerig und schwer krank diktierte er am 2. Juni 1691 sein drittes und letztes Testament. Wieder unterstützte er die Familie seines Bruders, von dessen vier Töchtern Margarita, Marta, Lucia und Camilla nur noch drei lebten – Margarita wird nicht mehr erwähnt –, und von denen Camilla noch unverheiratet war. Während die beiden verheirateten Nichten je 150 Dukaten erhielten, sollte Camilla mit 1000 Dukaten ausgestattet werden („doverano servir per sua dotte“), und gleichfalls 150 Dukaten erhalten. Den Söhnen Carlo, Menego, Steffano, Francesco, Andrea und Giacomin ließ er gleichfalls jeweils 150 Dukaten zukommen.

## Tod, Erbgänge, Beisetzung
Beigesetzt wurde Scolari in San Zulian. Während üblicherweise die Mitglieder der Scuole ihre Toten vor einem eigenen Altar beisetzen ließen, um dann, wenn der Platz zu eng wurde, die menschlichen Überreste auf die Insel Sant’Adriano zu verbringen, ließ sich Scolari in einem eigenen Grab beisetzen. Seine Frau Laura Bittelli starb kaum vier Jahre später, am 12. April 1695. Während in den beiden ersten Testamenten die Neffen Stefano (1662–1739) und Domenico die Druckerei erben sollten, war es nun der Großneffe Giuseppe (1684–1734), der das Unternehmen fortführte, wie ein Eintrag von 1711 belegt. Die bottega des Daniel Biselli, der aus unbekannten Gründen einen Teil des Erbes erhielt, befand sich direkt nebenan. Er war am 28. Dezember 1638 zur Welt gekommen, nämlich in der Gemeinde San Giovanni in Bragora zwischen San Zulian und dem Arsenal. Er machte am 10. Dezember 1718 sein Testament. Nach dem Tod Giuseppes im Jahr 1734 beerbte ihn sein Halbbruder aus zweiter Ehe Alessandro (1719–1759). Das Geschäft wurde auch nach 1759 von den Scolari-Erben fortgeführt.

## Werke (Auswahl)
- Viaggio da Venetia a Costantinopoli per marre e per terra, et insieme quello di Terra Santa. Cioè città, castelli, porti, golfi, isole, monti, fiumi e mari. Opera utile, à mercanti, marinari, et à studiosi di geografia.
- Regole per imparar à disegnar i corpi humani divise in doi libri delineati dal famoso pittor Giacomo Palma, Venedig 1659.
- Imagines acierum, ac preliorum Veteris Testamenti a me picture artificio re-presentatas tibi magne dux Cosme dedic, Venedig 1660.